# Sphagnum acutirameum
Sphagnum acutirameum är en bladmossart som beskrevs av H. Crum 1992. Sphagnum acutirameum ingår i släktet vitmossor, och familjen Sphagnaceae. Inga underarter finns listade i Catalogue of Life.